# Tara Dragas
Tara Dragas (San Daniele del Friuli, 17 de febrero de 2007) es una deportista italiana que compite en gimnasia rítmica, en la modalidad individual. Ganó dos medallas en el Campeonato Europeo de Gimnasia Rítmica, en los años 2024 y 2025, ambas en la prueba por equipo.

## Palmarés internacional
| Campeonato Europeo | Campeonato Europeo | Campeonato Europeo | Campeonato Europeo |
| Año                | Lugar              | Medalla            | Prueba             |
| ------------------ | ------------------ | ------------------ | ------------------ |
| 2024               | Budapest (Hungría) | Medalla de plata   | Equipo             |
| 2025               | Tallin (Estonia)   | Medalla de oro     | Equipo             |